# Everlasting Love (chanson de Nami Tamaki)
Pour les articles homonymes, voir Everlasting Love.
Singles de Nami Tamaki
Vivid Telepathy
(2014)
Everlasting Love est le 2esingle de Nami Tamaki sous le label Warner Home Video, et le 25e en tout. Il est sorti le 3 juin 2015 au Japon. Il arrive 135e à l'Oricon et reste classé une semaine.
Everlasting Love a été utilisée comme opening de l'anime Vampire Holmes ~Hamlet to no Deai~.

## Liste des titres
| 1. | Everlasting Love                                                            |  |
| 2. | Vampire Holmes ~Hamlet to no Deai~ (VAMPIRE HOLMES～ハンレットとの出会い～) |  |
| 3. | Everlasting Love (Instrumental)                                             |  |